# Дековићи
Дековићи (итал. Decovici) је насељено место у Републици Хрватској у Истарској жупанији. Административно је у саставу Града Пореча.

## Становништво
Према последњем попису становништва из 2011. године у насељу Дековићи живела су 44 становник који су живели у 10 домаћинства.
Кретање броја становника по пописима 1857—2001.
| година пописа  | 1857. | 1869. | 1880. | 1890. | 1900. | 1910. | 1921. | 1931. | 1948. | 1953. | 1961. | 1971. | 1981. | 1991. | 2001. | 2011. |
| бр. становника | 0     | 0     | 80    | 79    | 86    | 89    | 0     | 0     | 60    | 59    | 53    | 29    | 41    | 39    | 38    | 44    |

Напомена:У 1857, 1869, 1921. и 1931. подаци су садржани у насељу Жбандај. Од 1880. до 1910. исказано као део насеља.